# Мунтжак
Мунтжа́к або гавкаючий олень (Muntiacus) — рід оленів (Cervidae), який містить 12 сучасних видів, що поширені у Південній та Південно-Східній Азії, Китаю та деяких районах Японії. Більшість видів роду внесені МСОП в категорії «найменшого ризику» або «недостатньо даних», хоча інші, такі як чорний мунтжак, борнейський жовтий мунтжак та гігантський мунтжак, є вразливими, майже загроженими та критично загроженими відповідно. Це найстаріший рід оленів, який виник біля 15-35 млн років тому в епоху міоцену. Його найдавніші залишки знайдені на території Франції, Німеччини та Польщі.
В азійських країнах мунтжаки є предметом полювання, їхнє м'ясо вважається делікатесом.

## Розповсюдження
Сучасні види є вихідцями з Азії, їх можна зустріти в Індії, Шрі-Ланці, М'янмі, В'єтнамі, Індонезійських островах, Тайвані та Південному Китаї. Вони також зустрічаються в нижніх Гімалаях (Тераї в Непалі та Бутані).

## Опис
Населяючи тропічні регіони, олені не мають сезонних звичок, тому спаровування можуть відбуватися в будь-який час року. Таку поведінку також зберігають популяції, пізніше завезені в країни помірного клімату. Харчуються ці олені рослинною їжею: листям, травою, бруньками, опалими фруктами.
У збудженому або схвильованому стані ці олені видають звуки, схожі на гавкіт собак. Самці мунтжаків захищають належні їм райони від вторгнення інших самців, використовуючи в сутичках не стільки короткі роги, скільки гострі ікла на верхній щелепі. Такі «бивні» притаманні лише дорослим самцям. У водяних оленів також є видимі бивні, але вони відрізняються за розміром та формою.
Вагітність у самок триває близько 7 місяців, після чого зазвичай народжується одне дитинча, якого мати приховує в заростях, поки те не зможе самостійно за нею слідувати.

### Залози
Мунтжаки володіють різноманітними запаховими залозами, які виконують важливі функції спілкування та територіального маркування. Вони використовують свої лицьові залози в основному для позначення території, а іноді й інших особин, залози відкриваються під час дефекації та сечовипускання, а також іноді під час соціальних проявів. У той час як лобні залози зазвичай відкриваються мимовільно в результаті скорочення лицьових м’язів, перед очні залози можуть мимовільно розкриватися набагато ширше і навіть вивертатися назовні, щоб виштовхнути розташовану залозну тканину. Навіть молоді оленятка здатні повністю вивертати свої перед очні залози.

## Види
- Muntiacus
  - Мунтжак борнейський (Muntiacus atherodes)
  - Мунтжак чорний (Muntiacus crinifrons)
  - Мунтжак Феа (Muntiacus feae)
  - Muntiacus gongshanensis
  - Muntiacus montanus
  - Мунтжак індійський (Muntiacus muntjak)
  - Muntiacus puhoatensis
  - Muntiacus putaoensis
  - Мунтжак китайський (Muntiacus reevesi)
  - Muntiacus rooseveltorum
  - Muntiacus truongsonensis
  - Гігантський мунтжак